# Orde voor Dapperheid (Joegoslavië)
De Orde voor Dapperheid (Servo-Kroatisch: Orden Armija Narodna Jugoslavije, Servisch: Орден За Храброст, Orden Za Hrabrost) werd door de regering van Joegoslavië sinds 1954 verleend. Het presidium van het federale parlement van de Joegoslavische federatie kende maarschalk Tito deze op de borst gedragen onderscheiding in 1945 toe. Zie de Lijst van ridderorden en onderscheidingen van maarschalk Tito. In het geval van Tito werd een bijzondere uitvoering, een "grote ster" verleend.
De datum van instelling zou in de partizanentijd zijn geweest op 15 augustus 1943.
- De leden van deze orde dragen een ster aan een in de vorm van een vijfhoek opgemaakt rood lint met langs de rand een dubbele smalle gouden streep op de linkerborst.

## De versierselen
Het kleinood is een onregelmatig gevormd gouden medaillon met op de bovenrand een gouden ster met vijf punten. De onderscheiding toont allerlei wapens tegen een achtergrond in de vorm van een zon. In het geval van maarschalk Tito werd een "grote ster" verleend.